# Острога (усадьба)
Острога — усадьба, расположенная в деревне Острога городского округа Кашира (бывшего Каширского района) Московской области. Основные усадебные постройки (жилой дом, флигель, корпус конного двора) находились по периметру благоустроенного парадного двора. Полностью утрачена, от неё остались лишь одни руины. Объект культурного наследия.

## История
В 1812 году сельцо Острога (Острог) принадлежало помещику Ивану Николаевичу Маслову. В 1833 году владелицей села стала Марья Секретарёва. В то время здесь уже была усадьба с деревянным господским домом и садом, а также деревянная бумажная фабрика.
В середине XIX века сельцо с усадьбой перешло во владение штабс-капитана Петра Михайловича Татаринова. Каменный ансамбль построен предположительно в начале 1860-х годов владельцем села статским советником Иваном Васильевичем Коптевым.
Члены последней фамилии владели деревней до 1897 года, а возможно и до Октябрьской революции 1917 года. Однако последние сведения о селе относятся ко времени Всероссийской переписи населения (1897).
Исторические документы, относящиеся к селу, не содержат сведений о строительстве там усадебного ансамбля каменных построек. Обобщая косвенные материалы и данные полевых исследований, был сделан вывод, что ансамбль был построен в начале 1860-х годов владельцем села, статским советником Иваном Васильевичем Коптевым.

## Описание
Усадьба Острога расположена на холме на правом берегу реки Смедвы. Ансамбль усадебных построек занимал важное место в окружающем природном ландшафте и образовывал «эффектную панораму» с левого берега реки. Имение было поставлено в конце сельской улицы недалеко от деревни. Вход в усадьбу обрамляли два могучих белокаменных пилона ворот, аллея акаций за которыми вела на большой парадный двор. По периметру двора, выходившего вплотную к крутому склону речной долины, располагались основные пристройки усадьбы: главный дом, флигель, корпус конного двора. Все они не сохранились до настоящего времени.
За флигелем, к северо-западу от главного двора, находился хозяйственный корпус. Однако из-за полного отсутствия иконографических и топографических материалов невозможно судить об изначальном характере строения участка, а также о размерах и даже расположении других территорий сообщества (парка, жилого комплекса, сада). Из рассказов местных жителей известно, что парадный двор усадьбы представляет собой тщательно благоустроенный большой и красочный цветник. Оформление парадного двора в настоящее время почти полностью утрачено. Сохранился только пьедестал из белого камня, стоящий посреди двора по оси главного дома, и несколько кустов сирени.
Ансамбль имения Острога сильно пострадал от хозяйственной деятельности в последние десятилетия. Сад и парк участка, благоустройство и цветник парадного двора практически не сохранились, хозяйственные постройки снесены. Сломана каменная ограда, окружающая территорию. В 1929 году рядом с главным домом был выстроен коровник.

### Флигель
В послереволюционное время на флигеле заменили крышу, вновь просверлили и расширили несколько дверных и оконных проёмов. Флигель располагался на северной границе привокзальной площади и вместе с главным домом составлял «ядро» усадьбы. Конкретное назначение хозяйственной постройки, которая в настоящее время используется как жилая, не определено.
Кирпичный флигель, состоящий из одного этажа, поставлен на низкий белокаменный цоколь с продухами. Прямоугольный объём флигеля сильно вытянут и полностью гармонирует с главным домом не только по пропорциям, но и по характеру архитектуры. Нижняя роль в ансамбле отражается в абсолютно нейтральном решении фасадов и почти полном отсутствии декора. Первоначально в флигеле было четыре входа, вероятно, по два с каждой стороны.
Входы вели в небольшой коридор с комнатами по обеим сторонам. Таким образом, флигель планировочно был поделён на четыре самостоятельных трёхчастных жилых ячеек разного размера. Эта разница в размерах определяется расположением продольной основной стены, которая смещена относительно центра, ближе к северной стене.
На фасадах флигеля классицистические формы, использованные в архитектуре главного дома усадьбы практически отсутствуют. Используются широкоугольные лопатки, узкий простой венчающий карниз, ритмическое распределение оконных и дверных проёмов. При этом в пластике фасадов даже входы ничем не выделяются и включены в общую ритмическую композицию как рядовые элементы. Флигель покрыт двускатной кровлей, над которой возвышается несколько дымоходов. Один из них сохранил старое фигурное, чугунное покрытие. Этот флигель — образец рядовой жилой застройки, построенный в духе липидара и упрощённого классицизма.

## Транспортная доступность
Возле усадьбы остановки общественного транспорта «Острога-1».